# Хлоро(пентакарбонил)марганец
Хлоро(пентакарбонил)марганец — металлоорганическое соединение,
карбонильный комплекс марганца
состава Mn(CO)5Cl,
светло-жёлтые кристаллы.

## Получение
- Пропускание хлора через суспензию декакарбонилдимарганца в тетрахлорметане:

{\displaystyle {\mathsf {Mn_{2}(CO)_{10}+Cl_{2}\ {\xrightarrow {0^{o}C}}\ 2Mn(CO)_{5}Cl}}}

## Физические свойства
Хлоро(пентакарбонил)марганец образует светло-жёлтые кристаллы.
Не растворяется в петролейном эфире и тетрахлорметане,
растворяется в бензоле, хлороформе и ацетоне.

## Химические свойства
- При нагревании димеризуется:

{\displaystyle {\mathsf {2Mn(CO)_{5}Cl\ {\xrightarrow {60^{o}C}}\ [Mn(CO)_{4}Cl]_{2}+2CO}}}